# Jack Cutting
Jack Cutting (* 19. Januar 1908 in New York City; † 17. August 1988 in North Hollywood, Kalifornien) war ein US-amerikanischer Trickfilm-Regisseur bei Disney.

## Leben
Er zählte seit der Gründung des Disney-Studios zu den engsten Mitarbeitern Disneys. So spielten beide in ihrer Freizeit gemeinsam in einem Polo-Team.
Im Studio war er vor allem Spezialist für den Ton und die Überwachung der zahlreichen Synchronisationen.
Von 1955 bis 1959 war er Produktionsleiter beim Mickey Mouse Club.

## Auszeichnungen
- 1985: Golden Award bei den Motion Picture Screen Cartoonists Award

## Filmografie (Auswahl)
- 1938: Eine Farm voller Melodien (Farmyard Symphony)
- 1939: Das hässliche Entlein (Ugly Duckling)
- 1967: Kleiner Micky – Große Maus (The Academy Awards Shorts Program)
- 1971: Donald Duck geht in die Luft (Donald Duck and his Companions)